# بنیاد پرندگان وحشی
بنیاد پرندگان وحشی (به انگلیسی: Wild Bird Fund) یک بیمارستان دام‌پزشکی غیرانتفاعی در بخش غربی منهتن در شهر نیویورک است. این نخستین و تنها بیمارستان جانوران وحشی شهر است.

## تاریخچه و امکانات
بنیاد پرندگان وحشی توسط ریتا مک ماهون در سال ۲۰۰۱ پس از پیدا کردن یک غاز کانادایی زخمی در کنار ایالتی ۶۸۴ بنیان‌گذاری شد. او تلاش کرد یک دام‌پزشک برای درمان پرنده پیدا کند، اما هیچ‌کدام حیات وحش را قبول نکردند. در نهایت، او به یک بیمارستان دام‌پزشکی گفت که حیوان خانگی اوست، اما در آن زمان دیگر خیلی دیر شده بود و غاز زنده نمانده بود. او که از اینکه جایی در شهر برای مراقبت از پرندگان وحشی وجود ندارد ناراحت بود، به دنبال آموزش بود و در آپارتمان آپر وست ساید خود کار را آغاز کرد که در آن ۶۰ پرنده در آن نگهداری می‌شد. بنیاد پرندگان وحشی به عنوان یک سازمان غیرانتفاعی در سال ۲۰۰۵ ثبت شد و نخستین بیمارستان دارای مجوز حیات وحش شهر را به ثبت رساند. چندین سال در آپارتمان مک ماهون در نیویورک و در فضایی در داخل یک بیمارستان دامپزشکی، Animal General، در خیابان کلمبوس در منهتن، کار کرد.
این مرکز نجات در بهار سال ۲۰۱۲ امکانات اختصاصی خود را در روبه‌روی Animal General در خیابان کلمبوس افتتاح کرد، اگرچه هنوز برای برخی تجهیزات تخصصی یا پزشکان به دامپزشکان محله نیازمند است. طبقه اول شامل اتاق ورودی، اتاق قرنطینه، دستگاه‌های تصویربرداری پزشکی و استخر برای پرندگان آبزی است. طبقه پایین دارای یک اتاق عمل و قفس است. این تنها درمانگاه جانوران وحشی شهر است و ممکن است بیش از ۴۰۰ پرنده را در یک زمان معالجه کند که تا سال ۲۰۲۰ روزانه ۵۰ پرنده و ۷۰۰۰ بیمار سالانه می‌آمدند.